# Fondaparinux

Fondaparinux.

Fondaparinux es un fármaco anticoagulante químicamente relacionado con las heparinas de bajo peso molecular.

## Estructura y mecanismo
Fondaparinux es un pentasacárido inhibidor del factor Xa de la coagulación. Aparte del grupo O-metil en el extremo reductor de la molécula, la identidad y secuencia de las cinco unidades monoméricas de azúcar contenidas en el fondaparinux es idéntica a la secuencia de cinco unidades monoméricas de azúcar que pueden ser aisladas tras procesos químicos o enzimáticos en la heparina-sulfato. Esta secuencia monomérica está pensada para formar un sitio de alta afinidad para la antitrombina III, un factor anticoagulante. La unión de heparina/HS a la antitrombina III ha demostrado incrementar la actividad anticoagulante de la antitrombina III. Al contrario que la heparina, el fondaparinux no inhibe la trombina. Al contrario que los inhibidores directos de la trombina, ejerce su efecto a través de la antitrombina III, y al contrario que la heparina es un inhibidor selectivo del factor Xa.

## Administración
El Fondaparinux se administra de forma subcutánea a diario. Clínicamente, se usa para la prevención de trombosis venosa profunda en pacientes que han tenido cirugía ortopédica, así como para el tratamiento de trombosis venosa profunda y tromboembolismo pulmonar.

## Usos
Fondaparinux es similar a la enoxaparina reduciendo el riesgo de eventos isquémicos a nueve días, pero reduce sustancialmente el sangrado y mejora la mortalidad y morbilidad a largo plazo.
Ha sido investigado su uso en conjunto con la estreptoquinasa.
Puede ser usada como un tratamiento en casos de trombocitopenia inducida por heparina.